# Saint-Sulpice (Oise)
Saint-Sulpice település Franciaországban, Oise megyében. Lakosainak száma 1066 fő (2022. január 1.). Saint-Sulpice Abbecourt, Allonne, Auteuil, Frocourt, Hodenc-l’Évêque, Warluis és La Drenne községekkel határos.

## Népesség
A település népessége az elmúlt években az alábbi módon változott:
| Lakosok száma | 975  | 1001 | 1130 | 1020 | 1032 | 1043 | 1047 | 1043 | 1066 |
|               | 2013 | 2015 | 2016 | 2017 | 2018 | 2019 | 2020 | 2021 | 2022 |